# 공학 석사
공학 석사(Master of Engineering, 약어 MEng, ME, M.E. 또는 M.Eng.)는 공학 분야의 전문 석사이다.

## 국제적 차이

### 오스트레일리아
오스트레일리아에서 공학 석사 학위는 논문 완성을 요구하는 연구 학위이다. 철학박사 (Ph.D.)보다 낮은 학위로 간주되는 철학 석사 (M.Phil.)와 유사하다. 이는 수업 기반 석사 학위인 공학 과학 석사, 공학 연구 석사 또는 전문 공학 석사와 혼동해서는 안 된다. 예외는 연구 또는 수업을 통해 공학 과학 석사를 수여하는 모내시 대학교, 수업을 통해 공학 석사를 제공하는 멜버른 대학교, 연구를 통해 공학 과학 석사를 제공하는 태즈메이니아 대학교이다.

### 핀란드
핀란드에는 두 가지 distinct 학위가 있다: 대학 교육 학위(diplomi-insinööri)와 폴리테크닉 석사 학위(insinööri (ylempi AMK)). 전자는 "기술 과학 석사"로 번역되지만, "공학 석사"라는 용어는 주로 폴리테크닉 학사 학위(insinööri (amk)) 소지자에게 석사 학위 프로그램을 제공하는 응용과학대학교에서 사용된다. 유럽의 볼로냐 프로세스 지침에 따라, 공학 석사 학위를 취득하려면 공학 학사 엔지니어는 추가로 1~2년간 전일제로 공부하고 석사 논문을 완성해야 한다. 대부분의 공학 석사 학위 프로그램은 핀란드어로 가르치지만, 일부 스웨덴어 및 영어 프로그램도 존재한다.

### 프랑스
프랑스에는 두 가지 종류의 공학 석사가 있다: 대학에서 가르치는 석사 학위와 그랑제콜이라고 불리는 대학의 병렬 교육 시스템인 공학 학교에서 가르치는 공학 학위 Diplôme d'Ingénieur이다. 공학 석사와 공학 학위는 교육 수준 면에서 모두 동등하며, 일반적으로 같은 직책으로 이어진다. 프랑스의 공학자 칭호는 엄격하게 보호되며, 국가에서 인가한 공학 학교를 성공적으로 졸업한 후에만 사용할 수 있다. 반면 대학의 공학 석사 학위는 직책의 수준과 책임이 동일하더라도 공학자 칭호를 사용할 권리를 주지 않는 학위이다. 같은 이유로, 공학 학사 졸업생은 "공학자"로 불리거나 공학자로 일할 수 없다. 공학자로 일하려면 대학 또는 공학 학교에서 5년간의 교육이 필요하며, 공학자 칭호를 사용하려면 공학 학교를 졸업해야 한다.

### 독일
독일에서는 지역 공학 학위(대학에서 5년 공부 후 취득하는 첫 학위인 Diplomingenieur (Dipl.-Ing.)와 Fachhochschulen에서 4년 공부 후 제공되는 공학 학위인 Dipl.-Ing. (FH))가 대부분의 대학과 "Fachhochschulen"에서 2010년에 폐지되었고, 대학원 석사 학위(M.Sc. 및 M.Eng.)로 대체되었다.
독일에서 첫 공학 석사 과정은 볼로냐 프로세스의 결과로 2000년에 도입되었다. 이 유형의 석사 학위는 일반적으로 Fachhochschulen (응용과학대학)과 몇몇 소규모 독일 대학에서 제공되며 일반적으로 응용 지향적인 수업과 응용 또는 연구 논문으로 구성된 2년 프로그램(fachhochschulen 및 대학)이다.
입학 요건은 볼로냐 프로세스 이전의 학사 학위 또는 그에 상응하는 학위를 우수한 성적으로 성공적으로 마치는 것이다.
대부분의 유럽 공과대학과 마찬가지로, 선도적인 9개 독일 공과대학 (TU9 그룹)은 석사 과정에서 공학 연구를 마친 학생에게는 공학 석사 학위를 수여하는 것을 선호한다.

### 인도
공학 석사(MEng)는 공학 분야의 대학원 학위로, 일반적으로 2년간의 심화 학습 후 수여된다. 인도의 대다수 공과대학은 추가적으로 기술 석사(MTech) 또는 MEng와 동등한 공학 분야의 대학원 학위를 제공한다. 이는 컴퓨터 과학 및 공학, 기계, 토목, 전기, 구조 공학 등과 같은 분야에서 전문화를 제공한다. MEng는 공학 분야에서 심층적인 기술 전문 지식과 경력 발전을 얻기 위한 길로 간주된다. 공학 분야에서 공학 학사, 기술 학사 또는 AMIE와 같은 학사 학위를 소지한 사람들은 입학 자격이 있다. 또한, 입학은 종종 GATE(Graduate Aptitude Test in Engineering) 성적을 요구하지만, 일부 대학은 자체 입학 시험을 실시할 수도 있다.
MEng 학위는 산업, 학계 또는 연구 분야에서 고급 직책으로 나아갈 수 있는 기회를 제공한다. 졸업생들은 소프트웨어, 통신, 자동차, 건설, 에너지와 같은 분야에서 일한다. 많은 MEng 졸업생들은 또한 박사 학위를 추구하거나 교수직을 맡는다.

### 뉴질랜드
뉴질랜드에서 공학 석사 학위는 일반적으로 주요 대학(오클랜드 대학교, 캔터베리 대학교 등)에서 논문 완성을 요구하는 연구 기반 학위이다. 영국의 공학 또는 기술 분야의 철학 석사(M.Phil.)와 유사하게, 이는 철학박사(Ph.D.)보다 낮은 학위로 간주되지만, 수업 기반 석사 학위보다는 높은 학위이다. 이는 수업 기반 석사 학위인 공학 연구 석사와 혼동해서는 안 된다.
오클랜드 공과대학교 (AUT)에서는 이 학위를 논문(연구 경로)을 완성하거나 수업과 연구 프로젝트를 병행(수업 경로)하여 취득할 수 있다.

### 슬로바키아
FIIT STU 공학기술원(IET)은 두 가지 석사 학위 프로그램(지능형 소프트웨어 시스템(소프트웨어 공학 - 주전공 및 인공지능 - 부전공 결합 분야) 및 인터넷 기술(컴퓨팅 공학 분야))과 세 가지 학사 학위 프로그램 및 두 가지 박사 학위 프로그램에 대해 인가했다.
FEI STU 전기공학연구소(IEE) 인가

### 영국
영국에서 공학 석사(MEng) 학위는 공학 분야 학부 과정에서 수여되는 최고 학위이다. 이 학위는 엔지니어링 협의회(EngC)에 등록된 공인 엔지니어가 되기를 희망하는 사람들이 취득하는 표준 대학 수준 자격이다. MEng 학위는 공인 엔지니어가 되기 위해 요구되는 최소 교육 기준을 나타내지만, BEng 우등 학위와 후속 대학원 디플로마, MA 또는 MSc를 이수하거나 경험 학습을 통해 이 기준을 입증할 수 있는 다른 동등하게 만족스러운 방법들도 있다. 영국 MEng(학부 학위)는 일반적으로 유럽의 Diplom Ingenieur (Dipl.-Ing.) 및 Civilingenjör 학위와 동등하다.
대학은 자체 입학 요건을 자유롭게 설정할 수 있다. 옥스퍼드, 케임브리지 및 임페리얼의 일부 과정과 같은 일부 대학은 MEng 학위 취득을 위한 학생만 입학시킨다. (이들 과정은 일반적으로 학생이 3년 후 학사 학위를 가지고 졸업할 수 있도록 허용한다. 공인 엔지니어 또는 정식 엔지니어 등록을 위해 공학 협의회에서 인가한 과정에 대한 자세한 정보는 https://www.engc.org.uk/education-skills/accreditation-of-higher-education-programmes/에서 찾을 수 있다.) 그리니치 대학교, 서리 대학교, 코번트리 대학교, 브루넬 대학교 및 스완지 대학교와 같은 다른 대학은 BEng 우등 학위 및 MEng 과정에 학생들을 입학시키고 과정 초기에 학생들이 두 학위 간에 변경할 수 있도록 허용한다. 오픈 대학교는 MEng 학위를 대학원 자격으로 제공하지만, 학생들은 BEng 우등 학위를 마친 후 4년 이내에 과정을 완료해야 한다.
정식 엔지니어 또는 공인 엔지니어로서의 전문 등록 요건은 전문 표준 UK-SPEC에 명시된 전문 역량 및 헌신 표준을 기반으로 한다. 개인은 일반적으로 교육과 근무 경험을 통해 이를 개발한다.

#### 역사
MEng가 도입된 이래, 대부분의 학부 공학도들이 선택하는 학위가 되었다. 이에 대한 가장 흔한 예외는 해외 유학생들인데, 그들은 훨씬 더 높은 학비를 청구받기 때문에 가능한 경우 전통적인 BEng/B.Sc. 경로를 택하기도 한다. 대부분의 공학 기관들은 이제 MEng를 공인 엔지니어가 되기 위한 최소 학업 기준으로 삼았다. 규칙 변경 전에 졸업한 학생들은 여전히 학사 학위를 이 목적에 사용할 수 있으며, 변경 후 학사 학위를 취득한 학생들은 일반적으로 MEng와 동등한 수준에 도달하기 위해 시간이 지남에 따라 추가 과정('추가 학습'으로 알려짐)을 수강할 수 있다. 더럼과 같은 일부 오래된 대학들은 학생들이 3학년 후에 BEng 학위를 취득한 후 4학년으로 계속 진학할 수 있도록 허용한다.

### 미국
미국에서 공학 석사 학위는 일반적으로 전통적인 연구 기반 이학 석사의 대안으로 제공되는 수업 기반 전문 학위이다. 보통 4년제 학사 학위를 마친 후 입학하는 1년 과정이며, 많은 대학에서 학생들이 공학 석사와 이학 석사 중에서 선택할 수 있도록 허용한다.
공학 석사 학위는 미국의 많은 선도 대학에서 전일제 및 시간제(주말 또는 저녁)로 제공된다.
일부 MEng 학위 프로그램은 수업 외에 학술 프로젝트를 요구한다. 이들은 학생들이 전문 경력을 더 잘 준비할 수 있도록 이학 석사 학생들에게 요구되는 것 이상의 추가 과정을 요구한다. 이들 중 일부는 학생들이 협력 컨설팅 프로젝트에 참여하도록 적극 권장한다. 이 과정에는 비즈니스 기초, 경영 및 리더십과 같은 주제가 포함될 수 있다.

## 같이 보기
- 영국 학위 약어
- 공학박사
- 공과대학